# Beach Bunny
Beach Bunny — американський рок-гурт, з Чикаго, штат Іллінойс, створений у 2015 році. 
Напочатку Beach Bunny створювався як сольний проект гітаристки та вокалістки Лілі Тріфіліо. у 2017 році Beach Bunny перетворився на гурт з чотирьох учасників. 
Музика гурту Beach Bunny була класифікована як інді-поп, інді-рок, павер-поп, Lo-Fi (bedroom pop).
Гурт досяг широкої популярності після того, як їхня пісня 2018 року, «Prom Queen», стала вірусною у TikTok наприкінці 2019 року. Пісня 2020 року «Cloud 9» також стала вірусною у TikTok у 2021 році.

## Історія
Beach Bunny розпочинався як сольний проект у 2015 році, коли Лілі Тріфіліо записала пісню під назвою «6 Weeks». Того ж року Тріфіліо випустила свій перший мініальбом Animalism.
Тріфіліо випустила мініальбом Pool Party у 2016 році. У 2017 році вийшов мініальбом Crybaby.
Незабаром після цього Лілі Тріфіліо запросила тріо музикантів, щоб вони допомогли конкретизувати її матеріал, таким чином утворився гурт Beach Bunny, у складі чотирьох учасників.
У 2018 році гурт Beach Bunny випустив мініальбом під назвою Prom Queen.
31 жовтня 2019 року гурт Beach Bunny оголосив, що підписав контракт з лейблом Mom + Pop Music.
14 лютого 2020 року вийшов повноформатний альбом Honeymoon. Альбом був спродюсований Джо Рейнхартом (Joe Reinhart) у Electrical Audio; чиказькій студії, що належить Стіву Альбіні (Steve Albini), а згодом зведений у Headroom Studios Джо Рейнхарта.
Альбом Honeymoon отримав схвальні відгуки критиків і потрапив до списку найкращих альбомів 2020 року за версією The New York Times, та Rolling Stone.
Альбом містив пісню «Cloud 9», яка стала вірусною у TikTok, отримавши 2 мільйони переглядів.
У листопаді 2020 року гурт випустив новий сингл під назвою «Good Girls (Don't Get Used)». 
У 2021 році вийшов міні-альбом Blame Game.
У жовтні 2021 року гурт випустив сингл «Oxygen». За цим послідував сингл «Fire Escape» у березні 2022 року. 
22 липня 2022 року гурт випустив альбом «Emotional Creature».

## Учасники гурту
Поточні
- Лілі Тріфіліо (Lili Trifilio) — вокал, ритм-гітара, автор пісень і текстів (2015–теперішній час)
- Джон Альварадо (Jon Alvarado) — ударні (2017—теперішній час)
- Ентоні Ваккаро (Anthony Vaccaro) — бас-гітара (2019–2022); соло-гітара (2022–теперішній час)
- Тей Нурвуд (Tay Noorwood) — бас-гітара (2022–теперішній час)

Колишні
- Ейдан Када (Aidan Cada) — бас (2017–2019)
- Метт Хенкельс (Matt Henkels) — гітара (2017–2022)

## Дискографія
| Дискографія Beach Bunny | Дискографія Beach Bunny |
| ----------------------- | ----------------------- |
| Студійні альбоми        | 2                       |
| Збірники                | 1                       |
| Мініальбоми             | 6                       |
| Сингли                  | 14                      |

### Студійні альбоми
| Назва              | Деталі альбому                                                                                      | Пікові позиції у чартах | Пікові позиції у чартах | Пікові позиції у чартах | Пікові позиції у чартах | Пікові позиції у чартах | Пікові позиції у чартах |
| Назва              | Деталі альбому                                                                                      | US Sales                | US Alt                  | US                      | US Indie                | US Rock                 | UK                      |
| ------------------ | --------------------------------------------------------------------------------------------------- | ----------------------- | ----------------------- | ----------------------- | ----------------------- | ----------------------- | ----------------------- |
| Honeymoon          | - Реліз: 14 лютого, 2020 - Лейбл: Mom + Pop - Формат: LP, CD, cassette, digital download, streaming | 25                      | 21                      | 2                       | 27                      | 38                      | ―                       |
| Emotional Creature | - Реліз: 22 липня, 2022 - Лейбл: Mom + Pop - Формат: LP, CD, cassette, digital download, streaming  | 19                      | ―                       | 1                       | 44                      | ―                       | 19                      |

### Збірні альбоми
| Назва                | Деталі альбому                                               |
| -------------------- | ------------------------------------------------------------ |
| Prom Queen / Crybaby | - Реліз: 20 вересня, 2019 - Лейбл: Triple Crown - Формат: LP |

### Мініальбоми
| Назва                         | Деталі мініальбому                                                                                 | Пікові позиції у чартах | Пікові позиції у чартах | Пікові позиції у чартах |
| Назва                         | Деталі мініальбому                                                                                 | US Sales                | US                      | UK Phys.                |
| ----------------------------- | -------------------------------------------------------------------------------------------------- | ----------------------- | ----------------------- | ----------------------- |
| Animalism                     | - Реліз: 16 грудня, 2015 - Лейбл: Self-released - Формат: Digital download, streaming              | ―                       | ―                       | ―                       |
| Pool Party                    | - Реліз: 23 серпня, 2016 - Лейбл: Self-released - Формат: Digital download, streaming              | ―                       | ―                       | ―                       |
| Crybaby                       | - Реліз: 1 червня, 2017 - Лейбл: Self-released - Формат: Digital download, streaming               | ―                       | ―                       | ―                       |
| Prom Queen                    | - Реліз: 10 серпня, 2018 - Лейбл: Mom + Pop - Формат: LP, cassette, digital download, streaming    | ―                       | ―                       | ―                       |
| Beach Bunny on Audiotree Live | - Реліз: 16 грудня, 2018 - Лейбл: Audiotree Music - Формат: Digital download, streaming            | ―                       | ―                       | ―                       |
| Blame Game                    | - Реліз: 15 січня, 2021 - Лейбл: Mom + Pop - Формат: LP, CD, cassette, digital download, streaming | 63                      | 9                       | 9                       |

### Сингли
| Назва                                        | РІк  | Пікові позиції у чартах | Пікові позиції у чартах | Пікові позиції у чартах | Пікові позиції у чартах | Пікові позиції у чартах | Пікові позиції у чартах | Пікові позиції у чартах | Пікові позиції у чартах | Сертифікати                | Альбом             |
| Назва                                        | РІк  | US Bub.                 | US Alt.                 | US                      | CAN                     | IRE                     | U                       | UK                      | WW                      | Сертифікати                | Альбом             |
| -------------------------------------------- | ---- | ----------------------- | ----------------------- | ----------------------- | ----------------------- | ----------------------- | ----------------------- | ----------------------- | ----------------------- | -------------------------- | ------------------ |
| "Sports"                                     | 2018 | ―                       | ―                       | ―                       | ―                       | ―                       | ―                       | ―                       | ―                       |                            | Non-album single   |
| "Prom Queen"                                 | 2018 | ―                       | ―                       | 26                      | ―                       | ―                       | ―                       | ―                       | ―                       | - BPI: Silver              | Prom Queen         |
| "Painkiller"                                 | 2018 | ―                       | ―                       | ―                       | ―                       | ―                       | ―                       | ―                       | ―                       |                            | Prom Queen         |
| "Dream Boy"                                  | 2019 | ―                       | ―                       | ―                       | ―                       | ―                       | ―                       | ―                       | ―                       |                            | Honeymoon          |
| "Ms. California"                             | 2019 | ―                       | ―                       | ―                       | ―                       | ―                       | ―                       | ―                       |                         |                            | Honeymoon          |
| "Cloud 9" (solo or featuring Tegan and Sara) | 2020 | 9                       | 11                      | 12                      | 92                      | 58                      | 64                      | 8                       | 193                     | - ARIA: Gold - BPI: Silver | Honeymoon          |
| "Promises"                                   | 2020 | ―                       | ―                       | ―                       | ―                       | ―                       | ―                       | ―                       | ―                       |                            | Honeymoon          |
| "Good Girls (Don't Get Used)"                | 2020 | ―                       | ―                       | ―                       | ―                       | ―                       | ―                       | ―                       | ―                       |                            | Blame Game         |
| "Oxygen"                                     | 2021 | ―                       | —                       | —                       | ―                       | ―                       | ―                       | ―                       | ―                       |                            | Emotional Creature |
| "Christmas Caller"                           | 2021 | ―                       | ―                       | ―                       | ―                       | ―                       | ―                       | ―                       | ―                       |                            | Non-album single   |
| "Fire Escape"                                | 2022 | ―                       | ―                       | ―                       | ―                       | ―                       | ―                       | ―                       | ―                       |                            | Emotional Creature |
| "Karaoke"                                    | 2022 | ―                       | ―                       | ―                       | ―                       | ―                       | ―                       | ―                       | ―                       |                            | Emotional Creature |
| "Entropy"                                    | 2022 | ―                       | ―                       | ―                       | ―                       | ―                       | ―                       | ―                       | ―                       |                            | Emotional Creature |
| "Weeds"                                      | 2022 | ―                       | ―                       | ―                       | ―                       | ―                       | ―                       | ―                       | ―                       |                            | Emotional Creature |

### Нотатки
1. ↑  "Sports" was included in the 2019 re-issue EP Prom Queen/Sports.[37]
2. ↑  "Oxygen" did not enter the Hot Alternative Songs chart, but peaked at number 31 on the Alternative Airplay chart.[47]
3. ↑  "Oxygen" did not enter the Hot Rock & Alternative Songs chart, but peaked at number 41 on the Rock & Alternative Airplay chart.[48]